# 牟慶
牟慶（朝鮮語: 모경）は、中国宋の軍人であり、朝鮮氏族の咸平牟氏の始祖である。
中国弘農郡出身。宋の欽宗時代に吏部尚書と大司馬大将軍を務め、1126年に高麗で李資謙が反乱を超すと、反乱を平定するために派遣され、この功績から一等功臣に叙勲され、高麗に帰化した。その後、平章事の官職と咸平郡に封ぜられた。